# 泊洛沙姆
泊咯沙姆是一种由中部疏水的聚氧丙烯(多(丙烯氧化物)) 链侧面连接两段亲水聚氧乙烯(多(氧化乙烯))构成的非离子式三嵌段共聚物。该名称（Poloxamer）由发明者Irving Schmolka创造，他在1973年获得专利。泊咯沙姆又以其商标普朗尼克(Pluronics)为人们所熟知。
由于聚合物的长度具有可制订性，各种泊咯沙姆的性质稍有不同。通常这种共聚物使用字母“P“（poloxamer）附带三位数字作为其通用名称，前两位数 x 100 为中心聚氧丙烯的近似分子质量，最后一位数 x 10 为聚氧乙烯所占的百分比（例如P407表示分子质量为4000g/mol的聚氧丙烯带有70%聚氧乙烯构成的泊咯沙姆）。对于其商业名称普朗尼克，其识别码为一个表示其室温下物理形态的字母（L：液体，P：糊状，F：片状（固体））后缀两位或者三位数字，第一位数（及三位数字情况下的前两位数）乘以300表示疏水物的近似分子质量，后一位 x 10 为聚氧乙烯所占的百分比（例如L61表示分子质量为1800g/mol的聚氧丙烯带有10%的聚氧乙烯构成的普朗尼克）。在给出的例子中，泊咯沙姆181（P181）即普朗尼克L61。

## 应用
由于其具有两性分子结构，该聚合物的表面活性使其可应用于在工业应用中。此外，其可用于增加疏水油性物质的水溶性或增加不同疏水物质的溶混性。因此，这种聚合物常用于工业品、化妆品以及药品中。它也用于评估许多药物传输应用并表现出对化学疗法中抗药癌症的敏感性。
在生物过程应用中，普朗尼克也因其可减少细胞在反应器中额外的剪切情况而对细胞产生的缓冲作用被用在细胞培养媒介中。